# P-nissarna

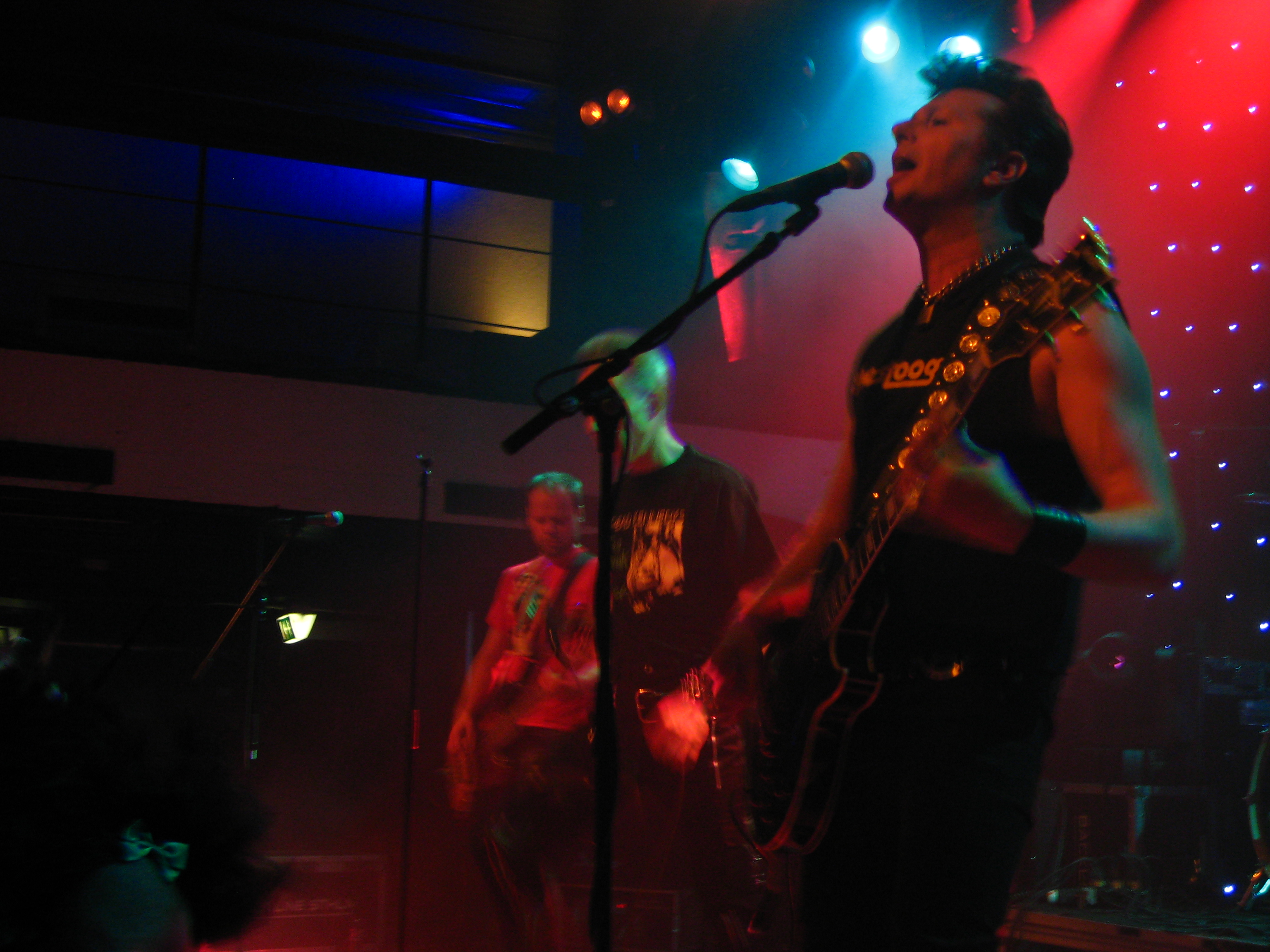
P-nissarna 2010.

P-nissarna var ett punkband med anknytning till Falun. De spelade mellan åren 1978 och 1982. Gruppens texter ansågs vara provocerande på den tiden.
P-nissarna återförenades 2004 på festivalen Svensk Punk 26 år och har gjort ett antal nyinspelningar på olika låtar. De spelade bland annat på Augustibuller sommaren 2006.

## Medlemmar
- Tomas Modig - Gitarr
- Stefan "Sloback" Lindau - Sång
- Mats "Määts" Åkesson - Bas
- Karl "Kalle" Ljungberg - Trummor
- Per Fender - Sång († 24 Nov 2001)
- Jan "Calzone" Carlsson - Trummor
- Patrik Furhof - Trummor

## Diskografi

### Album
- 1980 - Jugend (EP)
- 1989 - Världskrig III (EP)
- 2004 - Flumpungar (CD-samling)
- 2007 - Kalla Den Va Fan Du Vill (CD)

### Medverkan på andra skivor
- 1981 - Musikpuls, Radio Dalarna, Live i Mora Parken (LP)
- 1983 - Really Fast vol. 1 (LP)
- 1995 - Varning för punk vol. 3
- 1998 - Vägra raggarna benzin vol. 1
- 1997 - Break the Rules vol. 7
- 2003 - Svenska Punk Klassiker
- 2006 - Äggröran 7
- 2007 - Gateråkk vol 1

### Låtar i urval
- Benzin
- Jugend
- Plastic
- En polismans ord
- Hårda män